# Gen H-FABP
Gen H-FABP (Heart Fatty Acid-Binding Protein) là một gen nằm trên nhiễm sắc thể số 6 của lợn.
Đây là gen mã hóa protein H-FABP, một protein nhỏ nội bào làm nhiệm vụ liên kết với acid béo để vận chuyển acid béo qua màng tế bào chất nhằm cung cấp năng lượng cho tế bào; đồng thời điều chỉnh nồng độ và trao đổi lipid (tổng hợp triacylglycerol và phospholipid). Bên cạnh đó, gene H-FABP giúp kiểm soát một số tính trạng về sinh lý, sinh hóa máu và một số quá trình khác kết nối với trao đổi chất của tế bào. Với vai trò quan trọng trong quá trình chuyển hóa triacylglycerol qua màng tế bào vào trong cơ, H-FAPB được coi là một chỉ thị phân tử trong việc cải thiện hàm lượng mỡ giắt (Intramuscular Fat -  IMF) trong thịt heo.